# Thomas Myhre
Thomas Myhre (Sarpsborg, 16 oktober 1973) is een Noors voetballer (keeper). Sinds 2010 speelt hij voor Kongsvinger IL.

## Clubcarrière
Hij begon zijn carrière in 1993 bij het Noorse Viking FK. Daar speelde hij tot 1997. Toen vertrok Myhre naar het Engelse Everton. Hij speelde daar 70 wedstrijden. In 2001 werd hij gehuurd door de Glasgow Rangers. Daarna werd hij achtereen verhuurd aan Birmingham City, Tranmere Rovers en FC Kopenhagen. Daarna vertrok hij in 2001 naar het Turkse Beşiktaş JK. In 2002 vertrok hij naar het Engelse Sunderland. Daar speelde hij 37 wedstrijden. In 2003 werd hij verleent aan Crystal Palace. In 2004 ging hij naar het Noorse Fredriksstad. In 2005 ging hij naar Charlton Athletic.
In 1994 won Myhre de Kniksenprijs voor doelman van het jaar, een prijs die ieder jaar wordt uitgereikt aan de beste doelman in de Noorse competitie.

## Interlandcarrière
Myhre speelde ook voor het nationale team van Noorwegen. Hij kwam ook uit op het WK van 1998 (als tweede keus) en op het EK 2000 (als eerste keus). Myhre maakte zijn debuut voor het Noors voetbalelftal op 22 april 1998 in de vriendschappelijke wedstrijd tegen Denemarken. Hij viel in dat duel na 60 minuten in voor Frode Grodås. Daniel Berg Hestad debuteerde in hetzelfde oefenduel, dat Noorwegen met 2-0 won dankzij treffers van Øyvind Leonhardsen en Tore André Flo.